# The Divide (pel·lícula de 2011)
The Divide és una pel·lícula de terror apocalíptica estatunidencaa de 2011 dirigida per Xavier Gens i escrita per Karl Mueller i Eron Sheean. És protagonitzada per Lauren German, Michael Biehn, Milo Ventimiglia, i Rosanna Arquette. The Divide es va estrenar al festival de cinema South by Southwest el 13 de març de 2011 i Anchor Bay Films el va estrenar als Estats Units el 13 de gener de 2012.

## Argument
Després d'un cataclisme que assola Nova York, vuit persones es refugien en el seu soterrani comunitari. Inesperadament són envaïts i tirotejats per soldats amb uniformes aïllants. Després d'una escaramussa, amb baixes en tots dos costats, els supervivents expulsen als intrusos, aïllant-se per complet. S'inicia el veritable horror. Tancats, amb atacs de claustrofòbia i queviures contaminats per radiació, la desolació és màxima. Envaïts per la bogeria, es converteixen en depredadors dels seus iguals.

## Repartiment
- Lauren German com a Eva
- Michael Biehn com a Mickey
- Milo Ventimiglia com a Josh
- Courtney B. Vance com a Delvin
- Ashton Holmes com a Adrien
- Rosanna Arquette com a Marilyn
- Iván González com a Sam
- Michael Eklund com a Bobby
- Abbey Thickson com a Wendi
- Jennifer Blanc com a Liz

## Producció
La pel·lícula està basada en un guió del duet de guionistes de Karl Mueller i Eron Sheean. El director Xavier Gens va seleccionar Lauren German, Milo Ventimiglia, Michael Biehn i Rosanna Arquette en els papers principals de la pel·lícula. La pel·lícula es va rodar al Millennium Center i al Manitoba Production Center a Winnipeg, Manitoba.

## Estrena
The Divide es va estrenar en cinemes per Content Films. Després de la seva estrena al festival de cinema South by d'Austin Southwest, als EUA Anchor Bay va recuperar ràpidament els drets.

## Recepció
Al maig de 2023, la pel·lícula té una puntuació d'aprovació del 26% a Rotten Tomatoes i una puntuació mitjana de 4,4/10 basada en 58 ressenyes. Nigel Floyd de Time Out va escriure: "El seu nihilisme sembla cínic més que autènticament desolador, i les escenes cada cop més histriòniques comencen a assemblar-se a un taller d'actors indulgent que s'ha descontrolat." David DeWitt de The New York Times va escriure que la pel·lícula està ben feta i té bones actuacions, però "falla miserablement" perquè l'únic motiu per continuar veient-lo és veure com de depravats es tornen els personatges.

## Banda sonora
La banda sonora va ser composta pel guitarrista i productor musical Jean-Pierre Taieb.

## Premis
Steven Kostanski va guanyar el premi al millor maquillatge i perruqueria a la XLIV Festival Internacional de Cinema Fantàstic de Catalunya.